# Říčany
Říčany és una ciutat petita de la República Txeca, a la Regió de Bohèmia Central. El 2006 tenia prop de 17.500 habitants. Està a 20km del centre de Praga i hi ha mitja hora per arribar al Praha hlavní nádraží en tren.
Els pobles de Jažlovice, Krabošice, Kuří, Pacov, Radošovice, Strašín i Voděrádky estan sota l'administració de Říčany.